# IC 1351
IC 1351 ist eine linsenförmige Galaxie vom Hubble-Typ S0 im Sternbild Wassermann. Sie ist schätzungsweise 384 Millionen Lichtjahre von der Milchstraße entfernt.
Das Objekt wurde am 7. August 1891 von dem Astronomen Stéphane Javelle entdeckt.